# Episodi di Casa e chiesa (seconda stagione)
La seconda stagione della serie televisiva Casa e chiesa è stata trasmessa in anteprima negli Stati Uniti d'America dalla ABC tra il 30 settembre 1997 e il 26 maggio 1998. In Italia è stata trasmessa per la prima volta sul canale a pagamento Disney Channel, ed è successivamente approdata in chiaro su Rai 1 dal 15 giugno al 30 agosto 2003, ogni sabato e domenica alle 6:35.
| nº | Titolo originale                             | Titolo italiano                      | Prima TV USA      | Prima TV Italia |
| -- | -------------------------------------------- | ------------------------------------ | ----------------- | --------------- |
| 1  | Mike's Awakening                             | Sonno negato                         | 30 settembre 1997 |                 |
| 2  | Hello Todd, Hello Nancy, Goodbye Harley      | Benvenuti Todd e Nancy, addio Harley | 7 ottobre 1997    |                 |
| 3  | The Lost Sheep Squadron                      | La pecorella smarrita                | 20 ottobre 1997   |                 |
| 4  | Trick and Treat                              | Dolci e guai                         | 28 ottobre 1997   |                 |
| 5  | Public Embarrassment and Todd's First Sermon | Figuracce e il primo sermone di Todd | 4 novembre 1997   |                 |
| 6  | Camping and Housekeepers                     | Campeggio e governanti               | 18 novembre 1997  |                 |
| 7  | Three Priests and a Baby                     | Tre preti e una culla                | 25 novembre 1997  |                 |
| 8  | Attic Box Blues                              | Tristezza in soffitta                | 2 dicembre 1997   |                 |
| 9  | Christmas Ruined My Life                     | Il Natale mi ha rovinato la vita     | 16 dicembre 1997  |                 |
| 10 | Yes Sir, That's My Baby                      | Sissignore, è il mio bebè            | 6 gennaio 1998    |                 |
| 11 | Holy Rollers                                 | Benedetto bowling                    | 13 gennaio 1998   |                 |
| 12 | A Kiss Is Just a Kiss                        | Un bacio e un solo bacio             | 20 gennaio 1998   |                 |
| 13 | The Stan Plan                                | Il piano Stan                        | 10 febbraio 1998  |                 |
| 14 | The Choir Boys                               | I ragazzi del coro                   | 17 febbraio 1998  |                 |
| 15 | Todd and the Bod                             | Todd e il cadavere                   | 24 febbraio 1998  |                 |
| 16 | Grabbed by an Angel                          | Salvata da un angelo                 | 14 aprile 1998    |                 |
| 17 | Just the Three of Us                         | Solo noi tre                         | 21 aprile 1998    |                 |
| 18 | Raising Heck                                 | Todd vuole l'aumento                 | 28 aprile 1998    |                 |
| 19 | The Good Shepherd                            | Il buon pastore                      | 5 maggio 1998     |                 |
| 20 | Who Killed St. Shepherd?                     | Chi ha ucciso S. Stefano?            | 12 maggio 1998    |                 |
| 21 | Play Ball                                    | Palla buona                          | 19 maggio 1998    |                 |
| 22 | Little Black Dress                           | Un compleanno movimentato            | 26 maggio 1998    |                 |